# Бернај ан Понтје
Бернај ан Понтје (фр. Bernay-en-Ponthieu) насеље је и општина у североисточној Француској у региону Пикардија, у департману Сома која припада префектури Абевил.
По подацима из 2011. године у општини је живело 243 становника, а густина насељености је износила 24,37 становника/km². Општина се простире на површини од 9,97 km². Налази се на средњој надморској висини од 23 метара (максималној 47 m, а минималној 2 m).

## Демографија
| 1962. | 1968. | 1975. | 1982. | 1990. | 1999. | 2011. |
| ----- | ----- | ----- | ----- | ----- | ----- | ----- |
| 226   | 264   | 251   | 215   | 194   | 202   | 243   |

График промене броја становника у току последњих година